# 御桥站
御桥站位于上海浦東新区北蔡鎮御桥路御青路，车站主体位于御桥路地下，横跨路口，呈近东西方向。为上海轨道交通11号线和上海轨道交通18号线的换乘站，上海轨道交通11号线車站于2013年8月31日启用，上海轨道交通18号线車站於2020年12月26日启用。

## 车站结构
本站为地下车站，11号线为岛式站台，18号线为分离侧式站台，11号线与18号线间设有联络线。11号线原预留与18号线实现T形岛岛节点换乘的条件，但由于18号线施工时，周边小区强烈反对北行方向端头井占用小区围墙空间，导致北行轨道不得不向西偏；又受制于已预留结构的影响，原设计月台北端过于狭窄，不符合岛式月台的相关规范，因此原设计岛式月台改为仅供长江南路方向使用，航头方向则新增了一个月台。18号线长江南路方向站台与11号线站台共用同一无障碍电梯通往站厅，但两线站台间未设有楼梯换乘节点。
| 地面层   | 出入口             | 1-3、7-9出入口                    |  |  |
| 地下一层 | 站厅               | 票务服务、自动售票机、人工服务台  |  |  |
| 地下二层 | ①站台              | █ 11号线 往嘉定北或花桥（康恒路） |  |  |
|          | 岛式站台，左侧开门 |                                   |  |  |
|          | ②站台              | █ 11号线 往迪士尼（罗山路）       |  |  |
| 地下三层 | ④站台              | █ 18号线 往长江南路（莲溪路）     |  |  |
|          | 侧式站台，左侧开门 |                                   |  |  |
|          | ③站台              | █ 18号线 往航头（康桥）           |  |  |
|          | 侧式站台，右侧开门 |                                   |  |  |

## 车站出口
御桥站目前开放6个出入口，各出入口如下所示：
| 出口编号            | 出口指示                               | 照片 |
| ------------------- | -------------------------------------- | ---- |
| 1 · 出口 · （设有） | 御桥路，御青路，上海市建平实验地杰中学 |      |
| 2 · 出口            | 御桥路，御青路                         |      |
| 3 · 出口            | 御青路，御桥路                         |      |
| 7 · 出口            | 御桥路，御青路                         |      |
| 8 · 出口 · （设有） | 御青路，御青路                         |      |
| 9 · 出口            | 御青路，御青路                         |      |
| 图例： 设有         |                                        |      |

## 公交换乘
581、779、969、988

## 历史
- 2013年8月31日，上海地铁11号线御桥站开通。
- 2020年9月24日，上海地铁18號線南段御桥站—航头站进入多车信号试运行演练阶段[2]。
- 2020年12月26日，上海地铁18號線南段御桥站—航头站通車。
- 2021年12月30日，上海地铁18號線北段长江南路站—御桥站通車。